# Farahnaz Sharifi

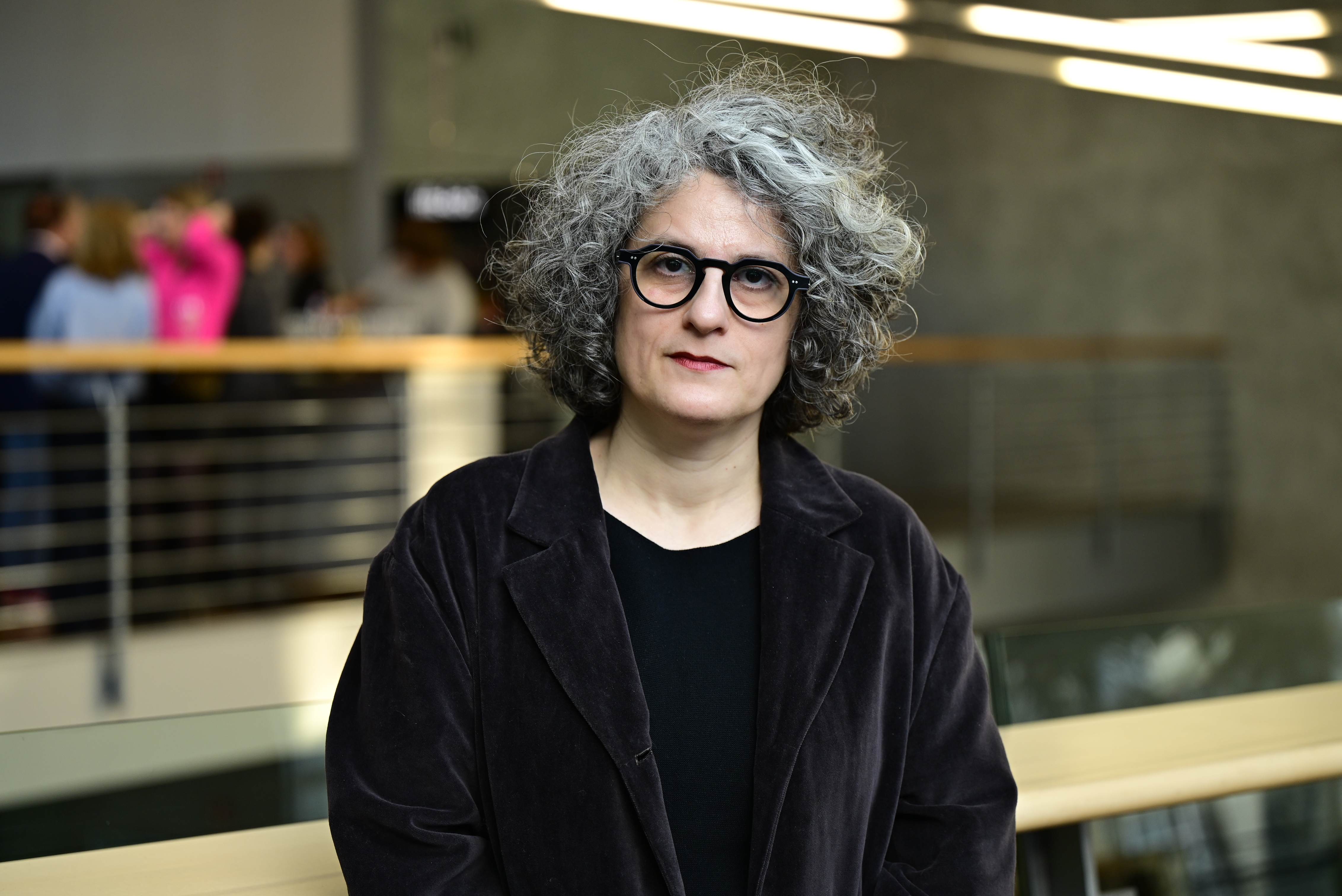
Farahnaz Sharifi (2025)

Farahnaz Sharifi (persisch فرحناز شریفی; geb. 8. März 1979 in Teheran) ist eine iranische Filmemacherin.

## Leben
Sharifi wuchs in einem familiären Umfeld auf, das sich den strengen Regeln widersetzte, zumindest im Privaten, wo Frauen ohne Kopfbedeckung tanzen, lachen und singen konnten. Sie studierte Film in ihrer Geburtsstadt. Als Erwachsene führt sie ein Doppelleben, dokumentierte heimlich Momente des persönlichen Widerstands und der häuslichen Freude, und sammelte Archivmaterial, das Irans vergessene Vergangenheit beleuchtet, was ihr später bei der Bewahrung der Erinnerung an ein freieres Iran half. In ihrer Teheraner Wohnung baute sie sich so ein Archiv aus gesammelten Heimaufnahmen aus vorrevolutionärer Zeit auf. Während eines Studienaufenthaltes in Deutschland wurde ihr Archiv beschlagnahmt. Sie lebt heute im Exil in Hamburg.

## Werk
Bekannt wurden ihre Filme Revolutionary Memories of Bahman Who Loved Leila (2013) und Missing (2016). Ihr Film My Stolen Planet wurde 2024 auf der Berlinale gezeigt. Dieser Film, der im Schatten der iranischen Revolution von 1979 spielt, zeigt, wie Frauen gegen das erzwungene Tragen des Hidschābs protestierten. Sharifi gewann mit ihren Filmessays internationale Preise.